# Piaggio P.32
Le Piaggio P.32 est un prototype de bombardier conçu en Italie en 1936 par le constructeur aéronautique Piaggio Aero.